# Ormiscodes amarilla
Ormiscodes amarilla är en fjärilsart som beskrevs av William Schaus 1908. Ormiscodes amarilla ingår i släktet Ormiscodes och familjen påfågelsspinnare. Inga underarter finns listade i Catalogue of Life.